# A The Walking Dead epizódjainak listája
Ez a lista a The Walking Dead című sorozat epizódjainak felsorolását tartalmazza.
A sorozat 2010. október 31-én, Halloweenkor debütált az AMC televíziós csatornán az Amerikai Egyesült Államokban. A 10. évad utolsó epizódját nem tudták befejezni a Covid19-pandémia miatt, ezért annak premierje 2020. október 4-én volt, illetve 6 extra részt forgattak a 10. évadhoz, ennek premierje csak 2021. február 28-án került bemutatásra. 2020-ban az AMC bejelentette, hogy a sorozat egy 24 részes 11. évad után végleg befejeződik, amely 3 részletben kerül bemutatásra. Magyarországon 2014. február 10-től kezdte el sugározni a Fox televíziós csatorna. Az 5. évadtól minden rész 1 nap késéssel került képernyőre szinkronizálva. A 8. évad még végig lement a Fox-on, de mivel a csatorna 2018. április 30-án megszűnt, a 9. évadtól az RTL Spike vette át a sorozatot. Az epizódok először éjszaka magyar felirattal kerül adásba, majd este 10-kor látható szinkronosan. 2020. október 20-án bejelentették, hogy az RTL Spike megszűnik, így a 10. évad utolsó 6 epizódja már az HBO Go-n került bemutatásra. 
A 11. évad magyar premierjéről egyelőre még nincs hír. A magyar Disney+-on június 14-ei indulásakor elérhetővé válik a 11. évadja és annak eddigi részei szinkronnal.

## Évadáttekintés
| Évad | Évad | Epizódok | Epizódok          | Eredeti sugárzás    | Eredeti sugárzás    | Eredeti adó         | Magyar sugárzás     | Magyar sugárzás    | Magyar adó |
| Évad | Évad | Epizódok | Epizódok          | Évadbemutató        | Évadzáró            | Eredeti adó         | Évadbemutató        | Évadzáró           | Magyar adó |
| ---- | ---- | -------- | ----------------- | ------------------- | ------------------- | ------------------- | ------------------- | ------------------ | ---------- |
|      | 1.   | 6        | 6                 | 2010. október 31.   | 2010. december 5.   | AMC                 | 2014. február 10.   | 2014. február 24.  | FOX        |
|      | 2.   | 13       | 13                | 2011. október 16.   | 2012. március 18.   | AMC                 | 2014. március 3.    | 2014. április 14.  | FOX        |
|      | 3.   | 16       | 16                | 2012. október 14.   | 2013. március 31.   | AMC                 | 2014. április 14.   | 2014. június 9.    | FOX        |
|      | 4.   | 16       | 16                | 2013. október 13.   | 2014. március 30.   | AMC                 | 2014. szeptember 1. | 2014. október 8.   | FOX        |
|      | 5.   | 16       | 16                | 2014. október 12.   | 2015. március 29.   | AMC                 | 2014. október 13.   | 2015. március 30.  | FOX        |
|      | 6.   | 16       | 16                | 2015. október 11.   | 2016. április 3.    | AMC                 | 2015. október 12.   | 2016. április 4.   | FOX        |
|      | 7.   | 16       | 16                | 2016. október 23.   | 2017. április 2.    | AMC                 | 2016. október 24.   | 2017. április 3.   | FOX        |
|      | 8.   | 16       | 16                | 2017. október 22.   | 2018. április 15.   | AMC                 | 2017. október 23.   | 2018. április 16.  | FOX        |
|      | 9.   | 16       | 16                | 2018. október 7.    | 2019. március 31.   | AMC                 | 2018. október 8.    | 2019. április 1.   | RTL Spike  |
|      | 10.  | 22       | 16                | 2019. október 6.    | 2020. október 4.    | AMC                 | 2019. október 7.    | 2020. október 5.   | RTL Spike  |
| 6    | 10.  | 22       | 2021. február 28. | 2021. április 4.    | 2021. szeptember 1. | 2021. szeptember 1. | HBO Go              |                    |            |
|      | 11.  | 24       | 24                | 2021. augusztus 22. | 2022. november 20.  | AMC                 | 2022. június 14.    | 2022. november 21. | Disney+    |

### 1. évad (2010)
| Sor. | Év. | Cím                                       | Rendező               | Író | Premier                              | Nézettség   |
| --- | --- | ----------------------------------------- | --------------------- | --- | ------------------------------------ | ----------- |
| 1. | 1.  | Múló idő (Days Gone Bye)                  | Frank Darabont        | Tévéjáték: Frank Darabont                                                                                  | 2010. október 31. 2014. február 10.  | 5,35 millió |
| Rick Grimes rendőrjárőr egy bűnözőkkel való összecsapás során megsérül és kómába esik. Hosszú idő után, egyedül ébred a kórházban, és hamarosan rájön, hogy a világot ellepték az élőhalottak. Hazamegy, hogy megkeresse feleségét, Lorit, és fiát, Carlt. Őket nem találja, de megismerkedik egy férfival, Morgan Jonessal és fiával, Duane-nel. Úgy dönt, hogy Atlantába megy, ahol úgy hiszi, van egy menekülttábor, és ott találkozhat velük. A városban azonban nem várja más, csak egy rakás kóborló, akik miatt fegyvereit is elveszíti és egy tank belsejében reked. Eközben Lori, Carl, és még pár túlélő a város melletti táborban vannak Rick egykori kollégája, Shane vezetésével. |     |                                           |                       | |                                      |             |
| 2. | 2.  | Belek (Guts)                              | Michelle MacLaren     | Frank Darabont                                                                                             | 2010. november 7. 2014. február 10.  | 4,71 millió |
| Ricket egy túlélő, Glenn menti ki szorult helyzetéből és viszi társaihoz. Mivel az élőhalottak tömegével körbevették őket, ki kell találniuk egy megoldást, amivel kijutnak a városból. Egyikük, Merle Dixon, az agresszív viselkedése miatt kiprovokálja, hogy Rick odabilincselje az egyik háztetőn egy csőhöz - aztán amikor menekülniük kell, a kulcs elvész, így kénytelenek otthagyni. |     |                                           |                       | |                                      |             |
| 3. | 3.  | Mondd a békáknak! (Tell it to the Frogs!) | Gwyneth Horder-Payton | Történet: Charles H. Eglee és Jack LoGiudice Tévéjáték: Charles H. Eglee, Jack LoGiudice és Frank Darabont | 2010. november 14. 2014. február 17. | 5,07 millió |
| Rick újra találkozik a családjával, ami nyomasztó lesz Shane-re nézve, ugyanis ő viszonyt kezdett Lorival, aki azt hitte, hogy a férje meghalt. Rick, Glenn, T-Dog, és Merle öccse, Daryl Dixon visszamennek Atlantába, egyrészt a fegyverekért, másrészt Merle-ért. Döbbenten veszik észre, hogy Merle megszökött, miután lefűrészelte a kezét. |     |                                           |                       | |                                      |             |
| 4. | 4.  | A látnok (Vatos)                          | Johan Renck           | Robert Kirkman                                                                                             | 2010. november 21. 2014. február 17. | 4,75 millió |
| Rick és társai belefutnak egy csapat mexikói gengszterbe, akik a fegyvereiket akarják.Rick békésen oldja meg a helyzetet, miután rájön, hogy valójában ártalmatlan gondozói pár magára hagyott idős embernek. Mikor visszatérnek a táborba, kóborlók támadnak rájuk, és több áldozatot is szednek. |     |                                           |                       | |                                      |             |
| 5. | 5.  | Futótűz (Wildfire)                        | Ernest Dickerson      | Glen Mazzara                                                                                               | 2010. november 28. 2014. február 24. | 5,56 millió |
| A veszteségek után a tábor többé nem biztonságos, ezért, Rick javaslatára, Shane ellenében, a járványügyi központ felé indulnak a túlélők, hátha ott találnak megoldást a helyzetre. Eleinte zártnak és elhagyatottnak tűnik a helyszín, de amikor Rick mozgást tapasztal, bebocsátást követel. |     |                                           |                       | |                                      |             |
| 6. | 6.  | 19-es tesztalany (TS-19)                  | Guy Ferland           | Adam Fierro és Frank Darabont                                                                              | 2010. december 5. 2014. február 24.  | 5,97 millió |
| Dr. Jenner, a kutatóközpont magányos lakója beengedi Rickéket, megvendégeli őket, majd elmondja nagy vonalakban, amit tud az élőhalottakról. Amikor a túlélők megtudják, hogy az épület fel fog robbanni, amint leállnak az áramtermelő generátorok, Dr. Jenner először le akarja beszélni őket arról, hogy elmenjenek. Rick meggyőzi arról, hogy engedje el őket, amibe belemegy, de előbb súg valamit a fülébe. Még éppen kijutnak a robbanás előtt, majd elhagyják a területet. |     |                                           |                       | |                                      |             |

### 2. évad (2011-2012)
| Sor. | Év. | Cím                                             | Rendező                                   | Író                             | Premier                              | Nézettség   |
| --- | --- | ----------------------------------------------- | ----------------------------------------- | ------------------------------- | ------------------------------------ | ----------- |
| 7. | 1.  | Ránk váró út (What Lies Ahead)                  | Ernest Dickerson és Gwyneth Horder-Payton | Ardeth Bey és Robert Kirkman    | 2011. október 16. 2014. március 3.   | 7,26 millió |
| Miután a túlélők Fort Benning felé indulnak, útközben kóborlók elől kell bújkálniuk az autópályán. Sophia, Carol lánya, két kóborló elől az erdőbe menekül. Miközben Rick a segítségére siet, Carlt valaki véletlenül meglövi. |     |                                                 |                                           |                                 |                                      |             |
| 8. | 2.  | Véres valóság (Bloodletting)                    | Ernest Dickerson                          | Glen Mazzara                    | 2011. október 23. 2014. március 3.   | 6,70 millió |
| Otis, a vadász, aki véletlenül meglőtte Carlt, őt és Ricket egy közeli farmra viszi, amit az állatorvos Hershel Greene vezet. A fiú ellátásához további holmik szükségesek, amit Shane és Otis egy közeli iskolából akarnak beszerezni. Ott az élőhalottak csapdájába esnek. |     |                                                 |                                           |                                 |                                      |             |
| 9. | 3.  | Az utolsó marad (Save the Last One)             | Phil Abraham                              | Scott M. Gimple                 | 2011. október 30. 2014. március 10.  | 6,10 millió |
| Shane megmenekül, miután lábon lövi Otist, akit felfalnak a kóborlók. A táborban azt hazudja, hogy Otis feláldozta magát érte. Miközben Daryl tovább keresi Sophiát, egyre több túlélő érkezik a Greene-farmra. |     |                                                 |                                           |                                 |                                      |             |
| 10. | 4.  | Cherokee rózsa (Cherokee Rose)                  | Billy Gierhart                            | Evan Reilly                     | 2011. november 6. 2014. március 10.  | 6,29 millió |
| Miután Carl felépül, Hershel arra kéri őket, hogy hagyják el a farmot. Rick azonban meggyőzi, hogy maradhassanak, cserébe betartják a szabályait. A túlélők megpróbálnak kiszedni egy kóborlót a farm öntözésére szolgáló egyik kútból. Glenn és Hershel lánya, Maggie között románc fűződik, Lori pedig felfedezi, hogy terhes. |     |                                                 |                                           |                                 |                                      |             |
| 11. | 5.  | Chupacabra (Chupacabra)                         | Guy Ferland                               | David Leslie Johnson            | 2011. november 13. 2014. március 17. | 6,12 millió |
| Daryl nagy veszedelmek árán továbbra is kutat Sophia után, ami a többiek szerint értelmetlen. Glenn és Maggie között mélyebbre szövődik a szerelem. Glenn romantikus esti légyottra hívja a lányt a csűrbe, Maggie pedig hiába próbálja, nem tudja elmondani neki az igazat: hogy az épület tele van kóborlókkal. |     |                                                 |                                           |                                 |                                      |             |
| 12. | 6.  | Titkok (Secrets)                                | David Boyd                                | Angela Kang                     | 2011. november 20. 2014. március 17. | 6,08 millió |
| Glenn elmeséli felfedezését Dale-nek, és ketten vonják kérdőre Hershelt. A férfi azt mondja, ezek az élőhalottak valaha hozzátartozói és a család barátai voltak, és abban reménykedik, hogy még meg lehet őket gyógyítani. Rick rájön, hogy Lori terhes, és elkezd gyanakodni Shane-re. |     |                                                 |                                           |                                 |                                      |             |
| 13. | 7.  | Fél lábbal a sírban (Pretty Much Dead Already)  | Michelle MacLaren                         | Scott M. Gimple                 | 2011. november 27. 2014. március 24. | 6,62 millió |
| Glenn elmondja mindenkinek, amit felfedeztek. Rick magyarázatot követel. Hershel megtltja nekik, hogy bármit tegyenek velük, cserébe megmutatja Ricknek, hogyan lehet kóborlókat fogni. Mikor Shane visszatér, felháborodásában kinyitja a csűr ajtaját, és mindent elözönlenek az élőhalottak. Mindegyikkel végezniük kell, köztük az utolsóval, aki nem más, mint Sophia. |     |                                                 |                                           |                                 |                                      |             |
| 14. | 8.  | Nebraska (Nebraska)                             | Clark Johnson                             | Evan Reilly                     | 2012. február 12. 2014. március 24.  | 8,1 millió  |
| Hershel követeli a csapat távozását. Miután eltemették a halottaikat, az öreg a közeli városka kocsmájába megy lerészegedni. Glenn érte megy, amikor két alak, Dale és Tony jelenik meg, akik érdeklődnek a farm felől. Rick önvédelemből lelövi őket. |     |                                                 |                                           |                                 |                                      |             |
| 15. | 9.  | Ujj a ravaszon (Triggerfinger)                  | Billy Gierhart                            | David Leslie Johnson            | 2012. február 19. 2014. március 31.  | 6,89 millió |
| Három újabb ember érkezik a lövöldözésre, és velük egy rakás kóborló. Rick, Glenn és Hershel észrevétlenül próbálnak megszökni. A három követő egyike, Randall súlyosan megsérül. Ricknek nincs szíve otthagyni, ezért magával viszi a farmra. A túlélőknek egyre feltűnőbb lesz Shane zavarodott viselkedése. |     |                                                 |                                           |                                 |                                      |             |
| 16. | 10. | 18 mérföldnyire (18 Miles Out)                  | Clark Johnson                             | Scott M. Gimple és Glen Mazzara | 2012. február 26. 2014. március 31.  | 7,04 millió |
| Rick és Shane elviszik a gyógyult Randallt mérföldekre a farmtól, hogy ott engedjék el, és ne tudja elmondani senkinek sem, pontosan hol is járt. Azonban a két férfi először összeszólalkozik, majd összeverekszik, és már az a tét, ki vezesse a túlélőket. Akciójuk egy rakás kóborlót csal oda, ami miatt mindhárman vissza kell, hogy menjenek. Hershel lánya, Beth, öngyilkos akar lenni, de Maggie és Lori megmentik. |     |                                                 |                                           |                                 |                                      |             |
| 17. | 11. | Bíró, esküdt, hóhér (Judge, Jury, Executioner)  | Greg Nicotero                             | Angela Kang                     | 2012. március 4. 2014. április 7.    | 6,77 millió |
| Randallt visszaviszik a farmra, de fogságba vetik. Félnek attól, hogy a barátai veszélyesek lehetnek rájuk nézve, ezért meg akarják ölni. Dale megpróbálja az emberségükre hatva meggyőzni őket, hogy ne csináljanak őrültséget. Carl meg akar ölni egy megcsonkított kóborlót az erdőben, de az elijeszti őt. Rick nem hajlandó megölni Randallt, amikor látja, hogy Carl is figyeli. Dale-t megharapja a kóborló, amit Carl nem tudott megölni. Daryl a kérésére kíméletesen végez vele. |     |                                                 |                                           |                                 |                                      |             |
| 18. | 12. | Jobbik természetünk (Better Angels)             | Guy Ferland                               | Evan Reilly és Glen Mazzara     | 2012. március 11. 2014. április 7.   | 6,89 millió |
| Dale halála után Rick megfogadja utolsó tanácsát, és megkegyelmez Randall-nek. Shane elviszi az erdőbe, ahol mégis megöli őt, majd azt hazudja, hogy a férfi megszökött. Mikor a többiek a keresésére indulnak, Shane ki akarja használni az alkalmat, hogy végre megölje Ricket. Heves vita alakul ki köztük, és Rick végül nem tehet mást, mint megöli Shane-t. Carl ezt végignézi, és bár elsőre úgy tűnik, hogy a tettéért le akarja lőni az apját, ő az élőhalottként feltámadt Shane-t öli meg. A lövöldözés rengeteg kóborlót csal a környékre. |     |                                                 |                                           |                                 |                                      |             |
| 19. | 13. | A pislákoló tűz mellett (Beside the Dying Fire) | Ernest Dickerson                          | Robert Kirkman és Glen Mazzara  | 2012. március 18. 2014. április 14.  | 8,99 millió |
| AZ epizód kezdetén látható az első részben is látott helikopter, mely magával csalta a városból a kóborlókat, akiket aztán Rickék dulakodása vonzott tovább. Hershel farmját elözönlik az élőhalottak, így azt el kell hagyni mindannyiuknak. Sikeres megmenekülésük után Rick elmondja nekik, amit Dr. Jenner súgott korábban a fülébe: a világon az összes ember megfertőződött, és ha valaki bármilyen okból meghal, az élőhalottként támad fel. Átveszi a csapat vezetését,és biztonságos helyre akarja vinni embereit. Andrea, aki lemarad a csoporttól, egy rejtélyes csuklyás idegennel találkozik, akinek két kar és állkapocs nélküli kóborlója és egy katanája van. |     |                                                 |                                           |                                 |                                      |             |

### 3. évad (2012-2013)
| Sor. | Év. | Cím                                           | Rendező             | Író                         | Premier                              | Nézettség    |
| --- | --- | --------------------------------------------- | ------------------- | --------------------------- | ------------------------------------ | ------------ |
| 20. | 1.  | Mag (Seed)                                    | Ernest Dickerson    | Glen Mazzara                | 2012. október 14. 2014. április 14.  | 10,87 millió |
| Nyolc hónap telt el azóta, hogy elhagyták Hershel farmját. Lori a terhessége vége felé jár. Rick és társai egy valamikori börtönt tesznek biztonságossá a kóborlóktól. Hershelt megharapja egy élőhalott, ezért kénytelenek amputálni a lábát. A börtönben öt túlélőt találnak. Eközben a rejtélyes szamuráj nő, Michonne vigyáz Andreára. |     |                                               |                     |                             |                                      |              |
| 21. | 2.  | Beteg (Sick)                                  | Billy Gierhart      | Nichole Beattie             | 2012. október 21. 2014. április 21.  | 9,55 millió  |
| Miután nem tudják eldönteni, mit csináljanak velük, az öt túlélőt a börtön egy elszeparált részébe zárják, hogy hadd éljenek a saját területükön. Amikor ajánlkoznak, hogy segítenek végezni a kóborlókkal, elengedik őket, de aztán Rick kénytelen a vezérüket megölni, egy másikukat pedig a kóborlók martalékául hagyni. Eközben Hershel válságos állapotba kerül, de (Lorinak is köszönhetően) megmenekül.                                                                                                |     |                                               |                     |                             |                                      |              |
| 22. | 3.  | Jöjj velem! (Walk with Me)                    | Guy Ferland         | Evan Reilly                 | 2012. október 28. 2014. április 21.  | 10,51 millió |
| Andrea és Michonne rátalálnak a korábbi helikopterre, amely lezuhant, és amelyet számukra ismeretlen emberek vizsgálnak át. Váratlanul Merle fogságába esnek, aki Woodbury városába viszi őket, amit a titokzatos Kormányzó vezet. Bár az alak nyájasnak tűnik, és a városka idillinek Michonne nem bízik meg a férfiban. Nem is alaptalanul: a helikopterbaleset túlélőjétől megtudja, hol vannak a társai, akiket megölet, hogy megszerezze a fegyvereiket és az élelmüket.                                 |     |                                               |                     |                             |                                      |              |
| 23. | 4.  | A bennük lakozó gyilkos (Killer Within)       | Guy Ferland         | Sang Kyu Kim                | 2012. november 4. 2014. április 28.  | 9,27 millió  |
| Hershel felépül, de amikor a börtön riasztója beindul, az odacsal egy rakás kóborlót. A börtön elesik, T-Dog pedig feláldozza az életét, hogy mentse Carolt. Rick, Oscar és Axel felfedezik, hogy az élőhalottak a kerítés egyik résén át jöttek be, amit a magára hagyott túlélő, Andrew csinált. Lorinál beindul a szülés, Maggie pedig kénytelen császármetszést végezni. A nő ebbe belehal, Carl pedig kénytelen lelőni a saját anyját, nehogy kóborlóvá váljon. Rick teljesen összetörik a hír hallatán. |     |                                               |                     |                             |                                      |              |
| 24. | 5.  | Csak mondanod kell (Say the Word)             | Greg Nicotero       | Angela Kang                 | 2012. november 11. 2014. április 28. | 10,37 millió |
| Michonne felfedezi, hogy a Kormányzó kóborlókat tart fogságban, ezért úgy dönt, elhagyja Woodburyt. Andrea nem akar vele tartani, ezért hátramarad. A Kormányzó Merle-t és embereit küldi Michonne után. A gyászoló Rick rejtélyes telefonhívást kap. |     |                                               |                     |                             |                                      |              |
| 25. | 6.  | Űzött vad (Hounded)                           | Dan Attias          | Scott M. Gimple             | 2012. november 18. 2014. május 5.    | 9,21 millió  |
| A gyászoló Rick hallucinál: a telefonhívást a korábbi áldozatoktól kapja. Glenn és Maggie babaholmik után kutatnak, mikor a Michonne után vadászó Merle rajtuk üt. Merle emlékszik, hogy Glenn volt az egyikük, aki a tetőn hagyta őt Atlantában. A sebesült Michonne elviszi a holmikat a börtönbe, ahol találkozik Rickkel. |     |                                               |                     |                             |                                      |              |
| 26. | 7.  | Holtak jelenése (When the Dead Come Knocking) | Dan Sackheim        | Frank Renzulli              | 2012. november 25. 2014. május 5.    | 10,43 millió |
| Bár nem bízik benne, Rick ellátja Michonne sebeit, aki mesél neki Woodbury-ről. A Kormányzó megkínoztatja Glennt Merle-lel, Maggie pedig ennek hatására bevallja, hogy a többiek a börtönben vannak. Merle, aki szeretne találkozni az öccsével, vállalkozik, hogy odamegy, miközben Rick, Oscar, Daryl és Michonne Woodburybe mennek. |     |                                               |                     |                             |                                      |              |
| 27. | 8.  | Szenvedésre születve (Made to Suffer)         | Billy Gierhart      | Robert Kirkman              | 2012. december 2. 2014. május 12.    | 10,48 millió |
| Rickék megmentik Glennt és Maggie-t, Daryl pedig megtudja, hogy Merle még él. Michonne felfedezi, hogy a Kormányzó fogságban tartja a saját élőhalott lányát, Pennyt. Összecsapnak, mely során a nő kiszúrja a Kormányzó egyik szemét. Oscart megölik, Daryl pedig fogságba esik. A dühödt Kormányzó árulónak bélyegzi meg Merle-t, és arra kényszeríti, hogy küzdjön meg az öccsével. Eközben Tyreese és Sasha vezetésével új túlélők érkeznek a börtönbe.                                                   |     |                                               |                     |                             |                                      |              |
| 28. | 9.  | Az öngyilkos király (The Suicide King)        | Lesli Linka Glatter | Evan Reilly                 | 2013. február 10. 2014. május 12.    | 12,26 millió |
| Rick és Maggie visszamennek Darylért, aki még mindig a bátyjával harcol. Daryl és Merle végül mindketten velük mennek, majd elválnak az útjaik. Woodbury lakói lázadozni kezdenek, Andrea pedig igyekszik visszatartani a Kormányzót egy drasztikus lépéstől. A börtönbe érkezett új túlélőket Glenn javaslatára elküldenék, miközben Rick a hallucinációi foglya lesz és egyre agresszívabbá válik. |     |                                               |                     |                             |                                      |              |
| 29. | 10. | Otthon (Home)                                 | Seith Mann          | Nichole Beattie             | 2013. február 17. 2014. május 19.    | 11,05 millió |
| A Kormányzó, ha nehezen is, de átengedi Woodbury vezetését Andreának. Ő és pár embere a börtönhöz mennek, hogy a kerítés résén át még több kóborlót engedjenek be. A lakók ellenállnak, a Kormányzó visszavonulót fúj, Daryl és Merle pedig úgy döntenek, a börtönlakók segítségére sietnek. |     |                                               |                     |                             |                                      |              |
| 30. | 11. | Nem vagyok Júdás! (I Ain't a Judas)           | Greg Nicotero       | Angela Kang                 | 2013. február 24. 2014. május 19.    | 11,01 millió |
| Andrea megtudja a börtöntámadás hírét, és mindenáron oda akar menni. A Kormányzó odaengedi, de csak jobb keze, Milton kíséretében. Útközben találkoznak Tyreese-sel és Sashával, akiknek felajánlják, hogy a börtön alaprajzáért cserébe maradhatnak. Közben Andrea és a túlélők arra a következtetésre jutnak, hogy a Kormányzónak Michonne kell, ezért arra kérik Andreát, hogy ölje meg a férfit - végül képtelen lesz megtenni.                                                                           |     |                                               |                     |                             |                                      |              |
| 31. | 12. | Tisztítás (Clear)                             | Tricia Brock        | Scott M. Gimple             | 2013. március 3. 2014. május 26.     | 11,3 millió  |
| Rick, Carl és Michonne visszatérnek Rick szülővárosába, hogy fegyvereket szerezzenek. Ott találkoznak a még mindig életben lévő Morgan Jones-szal, aki teljesen megkeseredett és hitehagyott lett, mióta a fia is kóborlóvá vált. Rick sikertelenül próbálja meggyőzni, hogy tartson velük, de rájön arra, hogy Michonne egy hasznos társ. |     |                                               |                     |                             |                                      |              |
| 32. | 13. | Hadiösvény (Arrow on the Doorpost)            | David Boyd          | Ryan C. Coleman             | 2013. március 10. 2014. május 26.    | 11,46 millió |
| Andrea megszervez egy találkozót Rick és a Kormányzó között. A férfi Michonne-t követeli, amibe Rick nem megy bele, tudván, hogy vele és velük is végeznének. A két csoport közt elmérgesedik a helyzet és érlelődik a háború. |     |                                               |                     |                             |                                      |              |
| 33. | 14. | Préda (Prey)                                  | Stefan Schwartz     | Glen Mazzara és Evan Reilly | 2013. március 17. 2014. június 2.    | 10,84 millió |
| Andrea megtudja, hogy a Kormányzó lesből akarja megöletni Rickéket. Figyelmeztetni akarja őket, de a Kormányzóék a cél előtt elkapják. Eközben valaki az összes fogvatartott kóborlót elégeti a távollétében- a gyanúsítottak között pedig ott van Tyreese és Milton is. |     |                                               |                     |                             |                                      |              |
| 34. | 15. | Mocskos élet (This Sorrowful Life)            | Greg Nicotero       | Scott M. Gimple             | 2013. március 24. 2014. június 2.    | 10,99 millió |
| Rick úgy dönt, mégis kiadja Michonne-t a Kormányzónak. Merle vállalkozik, hogy elviszi magával a nőt. A megbeszélt ponton aztán elengedi őt, és helyette kóborlókat csal oda, hogy végezzenek a Kormányzóval. Nem jár sikerrel, s végül őt is megölik. Michonne visszatér a börtönbe, Daryl pedig kénytelen megölni élőhalottá vált bátyját. |     |                                               |                     |                             |                                      |              |
| 35. | 16. | Üdv a síroknál! (Welcome to the Tombs)        | Ernest Dickerson    | Glen Mazzara                | 2013. március 31. 2014. június 9.    | 12,42 millió |
| A Kormányzó, aki többé nem bízik senkiben, megöli Miltont és a foglyul ejtett Andrea mellé teszi, hogy ha élőhalottként feltámad, megölje a nőt. Milton utolsó erejével még segít Andreának a szökésben. Rick rajtaütésszerűen lecsap a Kormányzóra, aki elmenekül, majd a saját embereit is megöli. Andreát megharapja a kóborlóvá vált Milton, így öngyilkos lesz, mielőtt átváltozna. Rick Woodbury túlélőit magával viszi a börtönbe.                                                                     |     |                                               |                     |                             |                                      |              |

### 4. évad (2013-2014)
| Sor. | Év. | Cím                                                | Rendező           | Író                                | Premier                                 | Nézettség    |
| --- | --- | -------------------------------------------------- | ----------------- | ---------------------------------- | --------------------------------------- | ------------ |
| 36. | 1.  | 30 balesetmentes nap (30 Days Without an Accident) | Greg Nicotero     | Scott M. Gimple                    | 2013. október 13. 2014. szeptember 1.   | 16,11 millió |
| Rick feladja a vezetői pozícióját, hogy inkább a fiával foglalkozzon. Michonne az eltűnt Kormányzó nyomában jár. A börtön a béke szigetének tűnik hónapokon át, mígnem egy újonnan megérkező ember meghal egy ismeretlen betegségben és feltámad élőhalottként. |     |                                                    |                   |                                    |                                         |              |
| 37. | 2.  | Fertőzött (Infected)                               | Guy Ferland       | Angela Kang                        | 2013. október 20. 2014. szeptember 1.   | 13,94 millió |
| A börtön épületén belüli támadás sokként éri a közösséget: a megharapottakat megölik, másokat karanténba zárnak, miután kiderül, hogy az egészet egy sertésinfluenza-vírus okozza, amit Rick disznói hordoztak. Tryreese felfedezi, hogy barátnőjét, Karent, és az ő barátját, Davidet, valaki megölte és elégette a holttestüket.                                                                              |     |                                                    |                   |                                    |                                         |              |
| 38. | 3.  | Elszigeteltség (Isolation)                         | Dan Sackheim      | Robert Kirkman                     | 2013. október 27. 2014. szeptember 8.   | 12,92 millió |
| Hershel elvállalja, hogy foglalkozik a fertőzöttekkel. Daryl és egy kis csapat gyógyszerért indulnak, s útközben egy rejtélyes rádióadást fognak, mely a "szentélybe" invitálja az embereket. Rick felfedezi, hogy Carol volt Karen és David gyilkosa, a kolónia érdekében. |     |                                                    |                   |                                    |                                         |              |
| 39. | 4.  | Közöny (Indifference)                              | Tricia Brock      | Matt Negrete                       | 2013. november 3. 2014. szeptember 8.   | 13,31 millió |
| Daryl megszerzi a gyógyszereket, Rick és Carol pedig ellátmányért indulnak. Próbálnak segíteni egy páron, de a feleség meghal, a férj pedig eltűnik. Rick elmondja Carolnak, hogy nem jöhet vissza a börtönbe, és elválnak az útjaik. |     |                                                    |                   |                                    |                                         |              |
| 40. | 5.  | Kitelepítés (Internment)                           | David Boyd        | Channing Powell                    | 2013. november 10. 2014. szeptember 15. | 12,20 millió |
| A vírus áldozatai sorban elhaláloznak és élőhalottként támadnak fel, így az embereknek meg kell ölniük a legjobb barátaikat. Szerencsére Hershel megkezdheti a gyógyszerekkel az életben maradtak kezelését. Carol eltűnése sokaknak feltűnik, de az igazságot Rick csak pár ember előtt fedi fel. A lakosok élete kezd visszatérni a normális kerékvágásba - nem is sejtve, hogy a Kormányzó figyeli már őket. |     |                                                    |                   |                                    |                                         |              |
| 41. | 6.  | Élő csali (Live Bait)                              | Michael Uppendahl | Nichole Beattie                    | 2013. november 17. 2014. szeptember 15. | 12,00 millió |
| Egy visszatekintő epizódban láthatjuk, mi történt a Kormányzóval Woodbury elhagyása után. Előbb Chamblerékbe botlik, akik előtt leplezi valódi kilétét, s akik vele maradnak később is; majd a Martinezék vezette csapatba botlanak. |     |                                                    |                   |                                    |                                         |              |
| 42. | 7.  | Nyomasztó teher (Dead Weight)                      | Jeremy Podeswa    | Curtis Gwinn                       | 2013. november 24. 2014. szeptember 22. | 11,29 millió |
| Martinez felismeri a Kormányzót. Őszerinte Martinezék csapata gyenge, de tele van fegyverekkel, amelyekkel könnyűszerrel bejuthat a börtönbe. Megöli Martinezt és embereit, és átveszi az irányítást a csapata felett. |     |                                                    |                   |                                    |                                         |              |
| 43. | 8.  | Az a bizonyos határ (Too Far Gone)                 | Ernest Dickerson  | Seth Hoffman                       | 2013. december 1. 2014. szeptember 22.  | 12,05 millió |
| A Kormányzó foglyul ejti Michonne-t és Hershelt, és követeli, hogy Rick adja át neki a börtönt. Rick ajánlatát az együttélésről elutasítja, lefejezi Hershelt, és kitör a háború. Kóborlók segítségével töri át a védelmi vonalakat, amit a bent lakók egy idő után nem tudnak tartani. Rick és a Kormányzó egy az egy ellen harcolnak egymással, és mielőtt az utóbbi megölné Ricket, Michonne végez vele.     |     |                                                    |                   |                                    |                                         |              |
| 44. | 9.  | Utána (After)                                      | Greg Nicotero     | Robert Kirkman                     | 2014. február 9. 2014. szeptember 29.   | 15,76 millió |
| Carl és Rick elmenekülnek, és aztán jönnek rá, hogy Judith, Lori kislánya ottmaradt. Azt gondolván, hogy odaveszett, egy közeli házban telepednek le. Michonne, aki a börtönt elhagyatottnak találja, utánuk indul. |     |                                                    |                   |                                    |                                         |              |
| 45. | 10. | Rabok (Inmates)                                    | Tricia Brock      | Matthew Negrete és Channing Powell | 2014. február 16. 2014. szeptember 29.  | 13,34 millió |
| Daryl és Beth a túlélők után kutatnak. Tyreese megmenti Judith-ot, majd Lizzie, Mika, és a közben csatlakozó Carol segítségével mennek tovább. Maggie, Sasha, és Bob kóborlókra bukkannak, de Maggie hiszi, hogy Glenn nincs köztük. Glenn valójában más túlélőkkel együtt menekül el a börtönből. |     |                                                    |                   |                                    |                                         |              |
| 46. | 11. | Foglalók (Claimed)                                 | Seith Mann        | Nichole Beattie és Seth Hoffman    | 2014. február 23. 2014. október 1.      | 13,10 millió |
| Rick, Carl, és Michonne kénytelenek elhagyni a házat, ahol éltek,és közben nyomokra lelnek, amelyek egy bizonyos Terminus nevű hely felé vezetnek. Glenn és Tara rájönnek, hogy Abraham és Rosita Eugene-t kísérik Washingtonba - állítása szerint ő tudja, hogyan lehet megállítani a zombiapokalipszist. |     |                                                    |                   |                                    |                                         |              |
| 47. | 12. | Főzde (Still)                                      | Julius Ramsey     | Angela Kang                        | 2014. március 2. 2014. október 1.       | 12,61 millió |
| Beth és Daryl tovább utaznak együtt. A nő kérésére Daryllel isznak egyet, miközben a férfi elmeséli élettörténetét, és hogy mit jelentett neki Merle. |     |                                                    |                   |                                    |                                         |              |
| 48. | 13. | Egyedül (Alone)                                    | Ernest Dickerson  | Curtis Gwinn                       | 2014. március 9. 2014. október 6.       | 12,65 millió |
| Maggie, Sasha, és Bob is Terminus felé tartanak, de Maggie különválik tőlük, mert elkeseredett Glenn miatt. Később Sasha megmenti, és vele tart. Daryl és Beth egy kóborlóktól hemzsegő templomba botlik. Váratlanul foglyul ejtik mindkettejüket titokzatos emberek. |     |                                                    |                   |                                    |                                         |              |
| 49. | 14. | A liget (The Grove)                                | Mike Satrazemis   | Scott M. Gimple                    | 2014. március 16. 2014. október 6.      | 12,87 millió |
| Tyreese és a többiek is úton vannak Terminus felé, miközben ő és Carol rájönnek, hogy Lizzie egészségtelen módon vonzódik a kóborlókhoz. Olyannyira, hogy megöli Mikát, és meg akarja ölni Judith-ot is, csak hogy azok élőhalottként támadjanak fel. Kénytelenek megölni a nőt, majd miután Carol "meggyónja" korábbi bűnét, továbbmennek.                                                                     |     |                                                    |                   |                                    |                                         |              |
| 50. | 15. | Mi (Us)                                            | Greg Nicotero     | Nichole Beattie és Seth Hoffman    | 2014. március 23. 2014. október 8.      | 13,47 millió |
| Glenn, Tara, Abraham, Eugene és Rossita rábukkan Maggie-ék nyomára egy alagútban. Együtt mennek tovább és végül eljutnak Terminusba, ahol tárt karokkal fogadják őket. Közben Daryl rájön, hogy elrablóik Rick nyomában járnak. |     |                                                    |                   |                                    |                                         |              |
| 51. | 16. | Terminus (A)                                       | Michelle MacLaren | Scott M. Gimple és Angela Kang     | 2014. március 30. 2014. október 8.      | 15,68 millió |
| Rick és Daryl végeznek az elrablóikkal, majd eljutnak ők is Terminusba, ahová Rick javaslatára fegyvertelenül lépnek be. Egy Gareth nevű férfi üdvözli őket. Ricknek feltűnik, hogy a társaik holmijai is ott vannak, ezért válaszokat követel. Válaszok helyett őt és társait is fogságba ejtik. |     |                                                    |                   |                                    |                                         |              |

### 5. évad (2014-2015)
| Sor. | Év. | Cím                                                             | Rendező               | Író                                | Premier                               | Nézettség    |
| --- | --- | --------------------------------------------------------------- | --------------------- | ---------------------------------- | ------------------------------------- | ------------ |
| 52. | 1.  | Nem menedék (No Sanctuary)                                      | Greg Nicotero         | Scott M. Gimple                    | 2014. október 12. 2014. október 13.   | 17,29 millió |
| Carol és Tyreese elfogják Martint, a Terminus egyik emberét, akitől megtudják, hogy a kannibál közösség jó eséllyel felfalta barátaikat. Míg Tyreese a többiekre vigyáz, Carol kóborlókat magával csalva segít Rickéknek. Amikor megmenekülnek, megbeszélik, hogy továbbállnak, és Washington felé veszik az irányt. |     |                                                                 |                       |                                    |                                       |              |
| 53. | 2.  | Idegenek (Strangers)                                            | David Boyd            | Robert Kirkman                     | 2014. október 19. 2014. október 20.   | 15,14 millió |
| A csapat megmenti Gabriel Stokes atya életét, aki befogadja őket a templomába, bár meglehetősen gyanúsan viselkedik. Carol és Daryl átmenetileg elhagyják a csapatot, amikor meglátják ugyanazt a fehér keresztes autót, mint amivel Beth-t elrabolták. Bobot fogságba ejtik a Terminus túlélői, Gareth levágja és megeszi a lábát. |     |                                                                 |                       |                                    |                                       |              |
| 54. | 3.  | Négy fal és egy tető (Four Walls and a Roof)                    | Jeffrey F. January    | Angela Kang és Corey Reed          | 2014. október 26. 2014. október 27.   | 13,80 millió |
| Gabriel atya bevallja a csapatnak, hogy hagyta a saját híveit a kóborlók martalékául hagyni, míg ő elbarikádozta magát a templomban, ezért megrendült a hite. Gareth a templom előtt hagyja Bobot, Rick pedig úgy érzi, itt a lehetőség a visszavágásra. Végeznek a férfival, és ezután kétfelé szakad a társaság. Rick úgy dönt, megvárja Darylt és Carolt, míg a többiek Eugene-t kísérik tovább Washingtonba. Abraham egy térképet hagy Ricknél, hogy kövessék őket, ha visszajöttek.                                  |     |                                                                 |                       |                                    |                                       |              |
| 55. | 4.  | Kórház a város szélén (Slabtown)                                | Michael E. Satrazemis | Matthew Negrete és Channing Powell | 2014. november 2. 2014. november 3.   | 14,52 millió |
| Beth egy atlantai kórházban tér magához, amit Dawn Lerner, az exrendőr védelmez társaival. Bár ellátták a sérüléseit, az itteniek nagyon kegyetlenek, és feltétel nélküli engedelmességet várnak. Beth és egyik betegtársa, Noah szökni próbálnak. A lánynak nem sikerül, ezért megbüntetik: arra kényszerítik, hogy öljön meg egy korrupt orvost. Hamarosan azt látja, hogy az eszméletlen Carol tart egyenesen a kórház felé…                                                                                           |     |                                                                 |                       |                                    |                                       |              |
| 56. | 5.  | Önsegítés (Self Help)                                           | Ernest Dickerson      | Heather Bellson és Seth Hoffman    | 2014. november 9. 2014. november 10.  | 13,53 millió |
| Abraham csapata északnak tart, amelyet Eugene bizonytalan attitűdje feszültségben tart. Miután egy rakás kóborló közé keverednek, Eugene végül felfedi, hogy egyáltalán semmit nem tud arról, hogy lenne az élőhalott-járvány ellen bármiféle ellenszer - hazudott, csak azért, hogy a többiek segítsenek neki túlélni. A dühödt Abraham összeveri a férfit. |     |                                                                 |                       |                                    |                                       |              |
| 57. | 6.  | Felemésztve (Consumed)                                          | Seith Mann            | Matthew Negrete és Corey Reed      | 2014. november 16. 2014. november 17. | 14,07 millió |
| Daryl és Carol Atlantába érkeznek, ahol megtalálják a keresett autót, és Noah-t, aki nem más, mint aki korábban ellopta a holmijukat, és akivel Beth összebarátkozott. Megpróbálnak együtt elmenekülni, de Carolt elgázolja az egyik rendőrautó, és ő is a kórházba kerül. |     |                                                                 |                       |                                    |                                       |              |
| 58. | 7.  | Külön utakon (Crossed)                                          | Bill Gierhart         | Seth Hoffman                       | 2014. november 23. 2014. november 24. | 13,33 millió |
| Bár Dawn lemondott róla, Beth-nek köszönhetően Carol élete megmenekül. Daryl és Noah visszamennek a templomba, hogy Rickékkel segítsenek kimenteni őket. A tervük is megvan: rendőröket ejtenek foglyul, hogy mint túszokat, elcseréljék a társaikra őket. |     |                                                                 |                       |                                    |                                       |              |
| 59. | 8.  | Kóda (Coda)                                                     | Ernest Dickerson      | Angela Kang                        | 2014. november 30. 2014. december 1.  | 14,81 millió |
| Gabriel véletlenül kóborlókat enged a templomba, de a visszaérkező Abraham és társai segítenek. Ők is Atlantába indulnak a többiek után, ahol a többiek már a terv szerint cselekszenek. A rendőröket el akarják cserélni, de dulakodni kezdenek, Beth leüti Dawnt, akinek elsül a pisztolya, és megöli Beth-t, Daryl pedig Dawn-t. |     |                                                                 |                       |                                    |                                       |              |
| 60. | 9.  | Ami történt és ami történik (What Happened and What's Going On) | Greg Nicotero         | Scott M. Gimple                    | 2015. február 8. 2015. február 9.     | 15,64 millió |
| A kis csapat észak felé tart, ahol Noah élt, egy állítása szerint védett közösségben. A helyet azonban elözönlötték a kóborlók. Noah pánikba esik, Tyreese-t pedig megharapja az egyikük. Hallucinálni kezd, és Michonne hiába vágja le a karját, hogy megmentse, végül meghal. |     |                                                                 |                       |                                    |                                       |              |
| 61. | 10. | Ők (Them)                                                       | Julius Ramsay         | Heather Bellson                    | 2015. február 15. 2015. február 16.   | 12,27 millió |
| A csapatnak gyalog kell továbbhaladnia Washington D.C. felé. Viszontagságos útjuk során egy csűrben húzzák meg magukat, ahol egy csomó vizespalackot találnak, amit egy cetli alapján egy barát hagyott ott. Nem fogyasztanak belőle, de másnap megjelenik a "barát", Aaron. |     |                                                                 |                       |                                    |                                       |              |
| 62. | 11. | A távolság (The Distance)                                       | Larysa Kondracki      | Seth Hoffman                       | 2015. február 22. 2015. február 23.   | 13,44 millió |
| Aaron mesél egy Alexandria nevű helyről, ami falakkal van körbevéve, jól védett, és ha szeretnének ott élni, egy meghallgatáson kell részt venniük. Bár Aaron kedvesen és őszintén viselkedik velük, Rick tart tőle, okulva Woodbury és Terminus esetéből. Végül Michonne győzi meg, hogy menjenek el, és legalább nézzék meg. |     |                                                                 |                       |                                    |                                       |              |
| 63. | 12. | Emlékezz! (Remember)                                            | Greg Nicotero         | Channing Powell                    | 2015. március 1. 2015. március 2.     | 14,43 millió |
| Mielőtt találkoznának a város vezetőjével, Deanna Monroe-val, mindegyiküknek le kell adniuk a fegyvereiket. Deanna mindegyikükkel elbeszélget, majd megváratja őket, mielőtt döntene. Végül csatlakozhatnak a mindenre elszánt kis közösséghez. Rick és Michonne védelmi feladatokat kapnak, hogy bizonyítsák hűségüket - miközben Rick azt tervezi, hogy ha a közösség nem tudja magát megvédeni, akkor átveszik az uralmat.                                                                                             |     |                                                                 |                       |                                    |                                       |              |
| 64. | 13. | Felejts! (Forget)                                               | David Boyd            | Corey Reed                         | 2015. március 8. 2015. március 9.     | 14,53 millió |
| Rick, Daryl és Carol titokban találkoznak, és azon gondolkoznak, hogyan szerezzék vissza elkobzott fegyvereiket, amivel megvédhetnék magukat, ha a dolgok rosszul alakulnak. |     |                                                                 |                       |                                    |                                       |              |
| 65. | 14. | Titkok és hazugságok (Spend)                                    | Jennifer Lynch        | Matthew Negrete                    | 2015. március 15. 2015. március 16.   | 13,78 millió |
| Deanna fia és Noah meghalnak, amikor napkollektorokat akarnak megjavítani, és kóborlók ütnek rajtuk. Abraham átveszi a szerelőbrigád felett az irányítást. Gabriel figyelmezteti Deannát, amit a nő is lát, hogy Rickék veszélyt jelenthetnek a közösségre. Carol szerint Pete, a városka sebésze bántalmazza a nejét és a fiát, és ráveszi Ricket, hogy ölje meg a férfit. |     |                                                                 |                       |                                    |                                       |              |
| 66. | 15. | Próba-szerencse (Try)                                           | Michael E. Satrazemis | Angela Kang                        | 2015. március 22. 2015. március 23.   | 13,76 millió |
| Aiden és Noah halála miatt Deanna és Rick egymást vádolják. Rick, miközben a feleségének ajánlja fel segítségét, összetűzésbe keveredik Pete-tel. Az esetnek híre megy, és Deannával is összerúgja a port. Rick szerint Alexandria közössége elpuhult és nem tudja megvédeni magát, de még mielőtt tovább lázíthatná az embereket, Michonne leüti. |     |                                                                 |                       |                                    |                                       |              |
| 67. | 16. | Hódítás (Conquer)                                               | Greg Nicotero         | Scott M. Gimple és Seth Hoffman    | 2015. március 29. 2015. március 30.   | 15,78 millió |
| Deanna száműzni akarja Ricket, aki azonban szintén felkészült, hogy megvédje magát és csapatát. Daryl és Aron felfedezi, hogy a közelben táborozó guberáló banda, a Farkasok veszélyeztetik a várost, és találkoznak a Rick nyomát követő Morgan Jones-szal is. Gabriel kóborlókat enged be a közösségbe, Rick pedig ezzel példálózik, amikor azt mondja, hogy a közösség nélküle életképtelen. A dühös Pete véletlenül Deanna férjét öli meg Rick helyett - Rick pedig megkapja Deannától az engedélyt Pete kivégzésére. |     |                                                                 |                       |                                    |                                       |              |

### 6. évad (2015-2016)
| Sor. | Év. | Cím                                     | Rendező               | Író                                                                     | Premier                               | Nézettség    |
| --- | --- | --------------------------------------- | --------------------- | ----------------------------------------------------------------------- | ------------------------------------- | ------------ |
| 68. | 1.  | Vállvetve (First Time Again)            | Greg Nicotero         | Scott M. Gimple és Matthew Negrete                                      | 2015. október 11. 2015. október 12.   | 14,63 millió |
| Rick és Morgan felfedezik, hogy a közeli kőfejtő tele van kóborlókkal. Rick kidolgoz egy tervet, hogyan lehetne elcsalni őket onnan - miközben ellene az elégedetlenek merényletet kísérelnek meg. Az elterelés sikertelenül zárul, amikor a kóborlókat megzavarja egy váratlan kürtszó. |     |                                         |                       |                                                                         |                                       |              |
| 69. | 2.  | Túlélés mindenáron (JSS)                | Jennifer Lynch        | Seth Hoffman                                                            | 2015. október 18. 2015. október 19.   | 12,18 millió |
| Alexandriát lerohanják a Farkasok, akik brutális mészárlást rendeznek.Spencer tüzet nyit az egyik támadó kamionra, amelynek következtében megszólal a kürtje. Morgan az embereket menti, míg Carol felfegyverzi a lakosokat. A csata közben Morgan találkozik a Farkasok egyik emberével, akit korábbról ismert,és meggyőzi, hogy vonuljanak vissza. |     |                                         |                       |                                                                         |                                       |              |
| 70. | 3.  | Köszönöm (Thank You)                    | Michael Slovis        | Angela Kang                                                             | 2015. október 25. 2015. október 26.   | 13,14 millió |
| Glenn és Michonne a horda kóborlót próbálják elterelni a várostól, sikertelenül. Glennt és Nicholast körbeveszik, az utóbbi pánikba esik és öngyilkos lesz. Rick a segítségükre próbál sietni, de megtámadják az elzavart Farkasok. Rick megöli őket, de ő is a kóborlók csapdájába esik. |     |                                         |                       |                                                                         |                                       |              |
| 71. | 4.  | Az itt nem itt van (Here’s Not Here)    | Stephen Williams      | Scott M. Gimple                                                         | 2015. november 1. 2015. november 2.   | 13,34 millió |
| Visszaemlékezésekben láthatjuk, ahogy Morgan az erdőben él, miután őrületében felgyújtotta a házát. Egy kunyhóra bukkan, ahol annak lakójával, Eastmannel alakít ki barátságot - a férfi megváltoztatja a világról alkotott véleményét. Miután Eastmant megöli egy kóborló, Morgan egy Terminusba vezető táblát talál. A jelenben Morgan a történetét a Farkasok egyikének meséli el, hogy megváltoztassa az ő véleményét is. |     |                                         |                       |                                                                         |                                       |              |
| 72. | 5.  | Most (Now)                              | Avi Youabian          | Corey Reed                                                              | 2015. november 8. 2015. november 9.   | 12,44 millió |
| Rick visszatér a városba nagy nehezen, de sok jóra nem számíthat. A Farkasok pusztítása és a kóborló horda közelsége miatt a morál visszaesett Alexandriában. Miközben Glennt keresi Maggie megvallja Aaronnak, hogy terhes. Denise elveszti a hitét abban, hogy jó orvos, de Tara arra bátorítja, hogy folytassa tovább. Amikor Rick megmenti Deanna életét egy kóborlótól, a nő elismeri, hogy Rick alkalmasabb lenne nála a város vezetésére. |     |                                         |                       |                                                                         |                                       |              |
| 73. | 6.  | Patty (Always Accountable)              | Jeffrey F. January    | Heather Bellson                                                         | 2015. november 15. 2015. november 16. | 12,87 millió |
| Daryl, Sasha, és Abraham a kóborlókat próbálják elűzni a környékükről, amikor váratlanul idegenek bukkannak fel. Darylt elfogják, és hiába próbálja őket maguk közé állítani: elveszik az íjpuskáját és a motorját, majd elmenekülnek. |     |                                         |                       |                                                                         |                                       |              |
| 74. | 7.  | A dolgok rendje (Heads Up)              | David Boyd            | Channing Powell                                                         | 2015. november 22. 2015. november 23. | 13,22 millió |
| Bújkálása közben Glenn találkozik Eniddel, akit meggyőz, hogy jöjjön vele Alexandriába. Ron lőszert lop magának a raktárból. Carol összetűzésbe kerül Morgannel, azt gyanítva, hogy a férfi valakit fogságban tart. Glenn sikeresen jelez Maggie-nek léggömbökkel, hogy életben van - azonban eközben a város óratornya összedől, az élőhalottak pedig a romok között beözönlenek. |     |                                         |                       |                                                                         |                                       |              |
| 75. | 8.  | Elejétől a végéig (Start to Finish)     | Michael E. Satrazemis | Matthew Negrete                                                         | 2015. november 29. 2015. november 30. | 13,98 millió |
| A kóborlók lerohanják Alexandriát. Rick, Michonne, Carl, Gabriel és Deanna elrejtőznek Jessie házában - itt veszik észre, hogy Deannát megharapták. Carol Morgan házában bújik el, és felfedezi, hogy Denise gondját viseli egy elfogott Farkasnak. Carol meg akarja ölni őt, de Morgan megállítja, mire a Farkas leüti őt is, és Denise-t túszul ejti, majd elmenekül. Deanna utolsó erejével a többiekkel átgyalogol a kóborlók között, álcázva magukat. A stáblista utáni jelenetben Daryl, Abraham, és Sasha találkoznak a Megváltókkal, akik közlik, hogy minden holmijuk mostantól Negané. |     |                                         |                       |                                                                         |                                       |              |
| 76. | 9.  | Nincs kiút (No Way Out)                 | Greg Nicotero         | Seth Hoffman                                                            | 2016. február 14. 2016. február 15.   | 13,74 millió |
| Miután legyőzik a Megváltókat, Daryl, Abraham, és Sasha továbbmennek Alexandria felé. Carol lelövi a Farkast, miközben megmenteni próbálja Denise-t, Samet és Jessie-t pedig megölik. Ron meg akarja ölni Ricket, de Michonne végez vele - az elsülő fegyvere azonban egyenesen szemen találja Carlt. A városlakók helyzete reménytelen, mígnem Darylék meg nem érkeznek és égő üzemanyaggal szabadulnak meg a kóborlóktól. |     |                                         |                       |                                                                         |                                       |              |
| 77. | 10. | A nagy számok törvénye (The Next World) | Kari Skogland         | Angela Kang és Corey Reed                                               | 2016. február 21. 2016. február 22.   | 13,48 millió |
| Két hónappal járunk Alexandria inváziója után. Rick és Daryl találkoznak egy Jézus nevű fickóval, aki ellopja az autójukat - utánamennek, leteperik és magukkal viszik vissza a városba. Michonne követi Spencert a vadonba, ugyanis az el akarja temetni kóborlóvá vált anyját, Deannát. |     |                                         |                       |                                                                         |                                       |              |
| 78. | 11. | Ledobott láncok (Knots Untie)           | Michael E. Satrazemis | Matthew Negrete és Channing Powell                                      | 2016. február 28. 2016. február 29.   | 12,79 millió |
| Mivel Alexandria híján van az élelemnek, Rickék elviszik Jézust Hilltopba, hogy szerezhessenek. A tárgyalások megfeneklenek, amikor Hilltop vezérét, Gregoryt megpróbálja megölni egy lakos, Negan parancsára. Jézus elmeséli Rickéknek, hogy Negan és bandája rendszeresen fenyegetik őket és zsarolják, hogy megszerezzék, ami kell nekik. Maggie alkut köt Gregoryval: ha megölik Negant, végeznek a Megváltókkal, és visszahozzák egyik túszukat, akkor megkapják az élelemkészletük felét.                                                                                                  |     |                                         |                       |                                                                         |                                       |              |
| 79. | 12. | Az éj leple (Not Tomorrow Yet)          | Greg Nicotero         | Seth Hoffman                                                            | 2016. március 6. 2016. március 7.     | 12,82 millió |
| Rick és társai megelőző támadást indítanak a Megváltókellen. Sikeresen kiszabadítják a túszt, Maggie és Carol azonban fogságba esnek. |     |                                         |                       |                                                                         |                                       |              |
| 80. | 13. | Vágó csarnok (The Same Boat)            | Billy Gierhart        | Angela Kang                                                             | 2016. március 13. 2016. március 14.   | 12,53 millió |
| Míg erősítésre várnak, elfogóik egy mészárszékre viszik Carolt és Maggie-t, hogy kihallgassák őket. Ők azonban megszöknek és fogvatartóikkal is végeznek. Rick megöli az egyik túlélő Megváltót, Primót, aki azt állítja magáról, hogy ő Negan. |     |                                         |                       |                                                                         |                                       |              |
| 81. | 14. | Kétszer olyan messze (Twice as Far)     | Alrick Riley          | Matthew Negrete                                                         | 2016. március 20. 2016. március 21.   | 12,69 millió |
| Abraham és Eugene találnak egy üzemet, ahol lőszert tudnak gyártani. Eközben egy másik csapat gyógyszerért megy - rajtuk ütnek, és Denise-t megölik. Eugene-t túszul ejtik, mire tűzpárbaj alakul ki. Carol meglép, és hátrahagy egy üzenete,hogy ne kövessék. |     |                                         |                       |                                                                         |                                       |              |
| 82. | 15. | Kelet (East)                            | Michael E. Satrazemis | Történet: Scott M. Gimple és Channing Powell Tévéjáték: Channing Powell | 2016. március 27. 2016. március 28.   | 12,38 millió |
| Alexandriát körbezárják a Megváltók, akik túszul ejtik Carolt - vele akarnak bejutni a városba. A nő végez velük, kivéve egyikükkel, Romannal, akit üldözőbe vesz. Rick és Morgan követik Carol nyomait, de Morgan visszaküldi, amikor látja a férfi reakcióját egy nem ellenséges túlélővel szemben. Glenn, Michonne, Rosita és Daryl le akarják vadászni Dwight-ot, mígnem az ő csapdájukba esnek. |     |                                         |                       |                                                                         |                                       |              |
| 83. | 16. | Lucille (Last Day On Earth)             | Greg Nicotero         | Scott M. Gimple és Matthew Negrete                                      | 2016. április 3. 2016. április 4.     | 14,19 millió |
| Morgan az utolsó pillanatban megmenti Carol életét - ezután ismeretlenek érkeznek, akik be akarják fogadni őket a közösségükbe. Rick el akarja juttatni Maggie-t Hilltopba, mert orvosi ellátásra van szüksége, de a Megmentők mindent körbezárnak. Eugene megpróbálja elterelni a figyelmüket, sikertelenül. Megmutatkozik az igazi Negan, aki nem Primo volt. Büntetésül azért, ahogy eddig viselkedtek velük szemben, szögesdróttal átszőtt baseball-ütőjével, Lucille-lel agyonveri a csapat egyik, a néző által nem látott tagját.                                                          |     |                                         |                       |                                                                         |                                       |              |

### 7. évad (2016-2017)
| Sor. | Év. | Cím                                                                  | Rendező               | Író                                             | Premier                               | Nézettség    |
| --- | --- | -------------------------------------------------------------------- | --------------------- | ----------------------------------------------- | ------------------------------------- | ------------ |
| 84. | 1.  | A jobbkéz (The Day Will Come When You Won't Be)                      | Greg Nicotero         | Scott M. Gimple                                 | 2016. október 23. 2016. október 24.   | 17,03 millió |
| Kiderül, hogy akit Negan agyonvert az ütőjével, az Abraham volt. Daryl dühében megüti őt, mire az Glenn-nel is végez. Sikeresen megtöri Rick ellenállását is, amikor majdnem rábírja, hogy vágja le Carl karját. Ezután elviszik Darylt túszként, miközben Sasha önként vállalja, hogy elviszi Maggie-t Hilltopba. |     |                                                                      |                       |                                                 |                                       |              |
| 85. | 2.  | A kút (The Well)                                                     | Greg Nicotero         | Matthew Negrete                                 | 2016. október 30. 2016. október 31.   | 12,46 millió |
| Carol és Morgan a Királyság nevű helyre érnek, amit a korábbi állatkerti gondozó, Ezekiel "király" vezet. A Megmentők őket is terrorban tartják, azonban ezt Ezekiel titokban tartja. Carol eleinte a távozást fontolgatja, ám ahogy megismeri Ezekielt, úgy dönt, mégis marad. |     |                                                                      |                       |                                                 |                                       |              |
| 86. | 3.  | A cella (The Cell)                                                   | Alrick Riley          | Angela Kang                                     | 2016. november 6. 2016. november 7.   | 11,72 millió |
| Darylt egy cellába zárják, Negan és Dwight pedig folyamatosan kínozzák, hogy hűségesküre bírják. Később Negan egy szökött emberük után küldi Dwight-ot, aki inkább meghalna, semminthogy visszatérjen. Daryl továbbra sem hajlandó belépni a Megváltókhoz. |     |                                                                      |                       |                                                 |                                       |              |
| 87. | 4.  | Szolgáltatás (Service)                                               | David Boyd            | Corey Reed                                      | 2016. november 13. 2016. november 14. | 11,40 millió |
| Miközben a gyászoló túlélők a Negan uralma alatti életre próbálnak felkészülni, a bandája feldúlja Alexandriát és lerabolja. Az önmagát erőtlennek érző Rick kijelenti, hogy nem vezeti már többé az embereit és szokjanak hozzá az új helyzethez. Rosita talál egy üres tölténytárat, és megkéri Eugene-t, hogy készítsen lőszert az általa korábban felfedezett fegyverhez.                                                  |     |                                                                      |                       |                                                 |                                       |              |
| 88. | 5.  | Igyekvők (Go Getters)                                                | Darnell Martin        | Channing Powell                                 | 2016. november 20. 2016. november 21. | 11 millió    |
| Carl és Enid elmennek Hilltopba meglátogatni a lábadozó Maggie-t. Gregory dühös rájuk, mert nem teljesítették az alkut, így követeli, hogy távozzanak. De amikor megvédik a várost a kóborlók támadásától, Jézus meggyőzi Gregoryt, hogy maradjanak. Jézus a Megmentők egyik teherautóján bújik el, hogy megkeresse Negant, ahol meglepve fedezi fel Carlt.                                                                    |     |                                                                      |                       |                                                 |                                       |              |
| 89. | 6.  | Eskü (Swear)                                                         | Michael E. Satrazemis | David Leslie Johnson                            | 2016. november 27. 2016. november 28. | 10,40 millió |
| Két héttel a Megmentők táborának megtámadása után járunk. Tara egy kóborló-támadás során lezuhan egy hídról. Partra sodródik, ahol egy Cyndie nevű lány menti meg az életét. Oceanside közösségébe viszi, ahol felfegyverzett nők és gyerekek élnek. Később Cyndie segít visszatalálni Tarának Alexandriába, és megesketi, hogy senkinek nem mesél a közösségükről.                                                            |     |                                                                      |                       |                                                 |                                       |              |
| 90. | 7.  | Énekelj nekem! (Sing Me a Song)                                      | Rosemary Rodriguez    | Angela Kang és Corey Reed                       | 2016. december 4. 2016. december 5.   | 10,48 millió |
| Jézus hamarabb kiugrik a teherautóból, hogy felfedezze a Megváltók bázisának környékét, míg Carl, aki végezni akar Negannel, fennmarad. Dwight elfogja a fiút, de Negant lenyűgözi a bátorsága, ezért körbevezeti. Rosita és Eugene sikerrel járnak a lőszergyártásban,és amikor visszamennek Alexandriába, meglepve ott találják Neganéket.                                                                                   |     |                                                                      |                       |                                                 |                                       |              |
| 91. | 8.  | Dobogó szívek (Hearts Still Beating)                                 | Michael E. Satrazemis | Matthew Negrete és Channing Powell              | 2016. december 11. 2016. december 12. | 10,58 millió |
| Jézus és egy ismeretlen személy segítségével Daryl megszökik. Miközben vitába keveredik Rickkel a vezetést illetően, Negan megöli Spencert. Rosita rálő Neganre, de csak Lucille-t találja el, ezért bosszúból végeznek Oliviával. Miután magukkal viszik Eugene-t túszként, Rick végre összeszedi magát, és eltökélt a visszavágásra. Hilltopba mennek, hogy összeszedjék a csapat maradékát, majd találkoznak Darylékkel is. |     |                                                                      |                       |                                                 |                                       |              |
| 92. | 9.  | Szikla az útban (Rock in the Road)                                   | Greg Nicotero         | Angela Kang                                     | 2017. február 12. 2017. február 13.   | 12 millió    |
| Hilltop is beáll Rickék mellé, míg Ezekiel és királysága hezitál, de befogadják Darylt, akit a Megváltók már keresnek Alexandriában. Rick bandája az eltűnt Gabriel atya nyomába ered, aki nyomokat hagyott maga után. Útjuk során Szeméttelepesek csapdájába esnek. |     |                                                                      |                       |                                                 |                                       |              |
| 93. | 10. | Új puszipajtások (New Best Friends)                                  | Jeffrey F. January    | Channing Powell                                 | 2017. február 19. 2017. február 20.   | 11,08 millió |
| Rick újabb embereket állít maguk mellé, de vezetőjük, Jadis csak fegyverekért cserébe hajlandó segíteni. Richard azt tervezi, hogy megöli Carolt, hogy az ő halála motiválja Ezekielt a harcba szállásra. |     |                                                                      |                       |                                                 |                                       |              |
| 94. | 11. | Ellenségem és más csapások (Hostiles and Calamities)                 | Kari Skogland         | David Leslie Johnson                            | 2017. február 26. 2017. február 27.   | 10,43 millió |
| Eugene remekül beilleszkedik a Megváltók közé, ugyanis hajlandó Negan minden kívánságát teljesíteni. Negan két feleségének kérésére méregkapszulákat készít, de nem adja oda a nőknek, amikor megtudja, hogy épp Negannel akarnak végezni. Dwight megtudja, hogy Sherry volt az, aki segített megszökni Darylnek. Az eltűnésükért Carsont vádolja, akivel Negan brutálisan végez.                                              |     |                                                                      |                       |                                                 |                                       |              |
| 95. | 12. | Mondj igent (Say Yes)                                                | Greg Nicotero         | Matthew Negrete                                 | 2017. március 5. 2017. március 6.     | 10,16 millió |
| A csapat tagjai ellátmányok után kutatnak. Mindeközben Alexandriában valakinek nehéz morális döntést kell hoznia. |     |                                                                      |                       |                                                 |                                       |              |
| 96. | 13. | Ide temessetek (Bury Me Here)                                        | Alrick Riley          | Scott M. Gimple                                 | 2017. március 12. 2017. március 13.   | 10,68 millió |
| A szokásos szállítás során a Királyság csapata a Megváltókhoz érkezik az ellátmánnyal. Azonban a dolgok nem a tervek szerint alakulnak. |     |                                                                      |                       |                                                 |                                       |              |
| 97. | 14. | Túloldal (Strong Threats)                                            | Michael E. Satrazemis | Angela Kang                                     | 2017. március 19. 2017. március 20.   | 10,32 millió |
| Simon megérkezik csapatával Hilltopba, hogy magukkal vigyék az orvost. Sasha és Rosita megtervezik bejutásukat a Megváltókhoz, hogy végezzenek Nagennel. |     |                                                                      |                       |                                                 |                                       |              |
| 98. | 15. | Amire szükségük van (Something We Need)                              | Michael Slovis        | Corey Reed                                      | 2017. március 26. 2017. március 27.   | 10,54 millió |
| Rick és csapata, Tara segítségével elmegy Oceanside-ba, hogy begyűjtsék a fegyvereiket és maguk mellé állítsák az ott élőket. Közben Rosita visszatér Alexandriába egy nem várt társsal. |     |                                                                      |                       |                                                 |                                       |              |
| 99. | 16. | Hátralévő életed első napja (The First Day of the Rest of Your Life) | Greg Nicotero         | Scott M. Gimple, Angela Kang és Matthew Negrete | 2017. április 2. 2017. április 3.     | 11,31 millió |
| Alexandriába érkeznek a szeméttelepesek segíteni a védekezésben de aztán Rick ellen fordulnak. Megjön Negan és csapata, az úton koporsóba zárt Sasha beveszi a Eugene-tól kapott mérget és meghal. Majd váratlan fordulatok után megérkeznek a Királyság és Hilltop emberei, és elkergetik Negan-t. |     |                                                                      |                       |                                                 |                                       |              |

### 8. évad (2017-2018)
| Sor. | Év. | Cím                                                         | Rendező               | Író | Premier                               | Nézettség    |
| ---- | --- | ----------------------------------------------------------- | --------------------- | --- | ------------------------------------- | ------------ |
| 100. | 1.  | Irgalom (Mercy)                                             | Greg Nicotero         | Scott M. Gimple                                                                                               | 2017. október 22. 2017. október 23.   | 11,44 millió |
| 101. | 2.  | Kárhozottak (The Damned)                                    | Rosemary Rodriguez    | Matthew Negrete és Channing Powell                                                                            | 2017. október 29. 2017. október 30.   | 8,92 millió  |
| 102. | 3.  | Szörnyetegek (Monsters)                                     | Greg Nicotero         | Matthew Negrete és Channing Powell                                                                            | 2017. november 5. 2017. november 6.   | 8,52 millió  |
| 103. | 4.  | Egy senki (Some Guy)                                        | Dan Liu               | David Leslie Johnson                                                                                          | 2017. november 12. 2017. november 13. | 8,69 millió  |
| 104. | 5.  | Gyónás és félelem (The Big Scary U)                         | Michael E. Satrazemis | Történet: Scott M. Gimple, David Leslie Johnson és Angela Kang Tévéjáték: David Leslie Johnson és Angela Kang | 2017. november 19. 2017. november 20. | 7,85 millió  |
| 105. | 6.  | A király, az özvegy és Rick (The King, the Widow, and Rick) | John Polson           | Angela Kang és Corey Reed                                                                                     | 2017. november 26. 2017. november 27. | 8,28 millió  |
| 106. | 7.  | Most van utána (Time for After)                             | Larry Teng            | Matthew Negrete és Corey Reed                                                                                 | 2017. december 3. 2017. december 4.   | 7,47 millió  |
| 107. | 8.  | Ennek így kell lennie (How It's Gotta Be)                   | Michael E. Satrazemis | David Leslie Johnson és Angela Kang                                                                           | 2017. december 10. 2017. december 11. | 7,89 millió  |
| 108. | 9.  | Tisztelet (Honor)                                           | Greg Nicotero         | Matthew Negrete és Channing Powell                                                                            | 2018. február 25. 2018. február 26.   | 8,28 millió  |
| 109. | 10. | Almakompót (The Lost and the Plunderers)                    | David Boyd            | Angela Kang, Channing Powell és Corey Reed                                                                    | 2018. március 4. 2018. március 5.     | 6,82 millió  |
| 110. | 11. | Élve vagy halva, vagy (Dead or Alive Or)                    | Michael E. Satrazemis | Eddie Guzelian                                                                                                | 2018. március 11. 2018. március 12.   | 6,60 millió  |
| 111. | 12. | A kulcs (The Key)                                           | Greg Nicotero         | Corey Reed és Channing Powell                                                                                 | 2018. március 18. 2018. március 19.   | 6,66 millió  |
| 112. | 13. | Ne vígy minket tévútra (Do Not Send Us Astray)              | Jeffrey F. January    | Angela Kang és Matthew Negrete                                                                                | 2018. március 25. 2018. március 26.   | 6,77 millió  |
| 113. | 14. | Csak jelent valamit (Still Gotta Mean Something)            | Michael E. Satrazemis | Eddie Guzelian                                                                                                | 2018. április 1. 2018. április 2.     | 6,30 millió  |
| 114. | 15. | Érték (Worth)                                               | Michael Slovis        | David Leslie Johnson és Corey Reed                                                                            | 2018. április 8. 2018. április 9.     | 6.67 millió  |
| 115. | 16. | Harag (Wrath)                                               | Greg Nicotero         | Scott M. Gimple, Angela Kang és Matthew Negrete                                                               | 2018. április 15. 2018. április 16.   | 7.92 millió  |

### 9. évad (2018-2019)
| Sor. | Év. | Cím                                 | Rendező               | Író                                               | Premier                               | Nézettség   |
| ---- | --- | ----------------------------------- | --------------------- | ------------------------------------------------- | ------------------------------------- | ----------- |
| 116. | 1.  | Egy új kezdet (A New Beginning)     | Greg Nicotero         | Angela Kang                                       | 2018. október 7. 2018. október 8.     | 6,08 millió |
| 117. | 2.  | A híd (The Bridge)                  | Daisy Mayer           | David Leslie Johnson-McGoldrick                   | 2018. október 14. 2018. október 15.   | 4,95 millió |
| 118. | 3.  | Figyelmeztető jelek (Warning Signs) | Dan Liu               | Corey Reed                                        | 2018. október 21. 2018. október 22.   | 5,04 millió |
| 119. | 4.  | Az elkötelezett (The Obliged)       | Rosemary Rodriguez    | Geraldine Inoa                                    | 2018. október 28. 2018. október 29.   | 5,10 millió |
| 120. | 5.  | Ami azután jön… (What Comes After)  | Greg Nicotero         | Matthew Negrete és Scott M. Gimple                | 2018. november 4. 2018. november 5.   | 5,41 millió |
| 121. | 6.  | Kik vagyunk most? (Who Are You Now) | Larry Teng            | Eddie Guzelian                                    | 2018. november 11. 2018. november 12. | 5,40 millió |
| 122. | 7.  | Stradivarius (Stradivarius)         | Michael Cudlitz       | Vivian Tse                                        | 2018. november 18. 2018. november 19. | 4,79 millió |
| 123. | 8.  | Suttogások (Evolution)              | Michael E. Satrazemis | David Leslie Johnson-McGoldrick                   | 2018. november 25. 2018. november 26. | 5,09 millió |
| 124. | 9.  | Alkalmazkodás (Adaptation)          | Greg Nicotero         | Corey Reed                                        | 2019. február 10. 2019. február 11.   | 5,16 millió |
| 125. | 10. | Omega (Omega)                       | David Boyd            | Channing Powell                                   | 2019. február 17. 2019. február 18.   | 4,54 millió |
| 126. | 11. | Zsákmány (Bounty)                   | Meera Menon           | Matthew Negrete                                   | 2019. február 24. 2019. február 25.   | 4,39 millió |
| 127. | 12. | Őrzők (Guardians)                   | Michael E. Satrazemis | LaToya Morgan                                     | 2019. március 3. 2019. március 4.     | 4,71 millió |
| 128. | 13. | Fojtópont (Chokepoint)              | Liesl Tommy           | Eddie Guzelian és David Leslie Johnson-McGoldrick | 2019. március 10. 2019. március 11.   | 4,83 millió |
| 129. | 14. | Sebhelyek (Scars)                   | Millicent Shelton     | Corey Reed és Vivian Tse                          | 2019. március 17. 2019. március 18.   | 4,57 millió |
| 130. | 15. | Derült égből (The Calm Before)      | Jeffrey January       | Geraldine Inoa és Channing Powell                 | 2019. március 24. 2019. március 25.   | 4,15 millió |
| 131. | 16. | A vihar (The Storm)                 | Greg Nicotero         | Angela Kang                                       | 2019. március 31. 2019. április 1.    | 5,02 millió |

### 10. évad (2019-2021)
| Sor. | Év. | Cím                                                  | Rendező                  | Író                                                                 | Premier                               | Nézettség   |
| ---- | --- | ---------------------------------------------------- | ------------------------ | ------------------------------------------------------------------- | ------------------------------------- | ----------- |
| 132. | 1.  | Határok, amiket átlépünk (Lines We Cross)            | Greg Nicotero            | Angela Kang                                                         | 2019. október 6. 2019. október 7.     | 4 millió    |
| 133. | 2.  | Mi vagyunk a világvége (We Are the End of the World) | Greg Nicotero            | Nicole Mirante-Matthews                                             | 2019. október 13. 2019. október 14.   | 3,47 millió |
| 134. | 3.  | Szellemek (Ghosts)                                   | David Boyd               | Jim Barnes                                                          | 2019. október 20. 2019. október 21.   | 3,48 millió |
| 135. | 4.  | Hallgattasd el a suttogókat (Silence the Whisperers) | Michael Cudlitz          | Geraldine Inoa                                                      | 2019. október 27. 2019. október 28.   | 3,31 millió |
| 136. | 5.  | Az, ami mindig (What It Always Is)                   | Laura Belsey             | Eli Jorne                                                           | 2019. november 3. 2019. november 4.   | 3,09 millió |
| 137. | 6.  | Kötelékek (Bonds)                                    | Dan Liu                  | Kevin Deiboldt                                                      | 2019. november 10. 2019. november 11. | 3,21 millió |
| 138. | 7.  | Nyisd ki a szemed (Open Your Eyes)                   | Michael Cudlitz          | Corey Reed                                                          | 2019. november 17. 2019. november 18. | 3,31 millió |
| 139. | 8.  | A világ azelőtt (The World Before)                   | John Dahl                | Julia Ruchman                                                       | 2019. november 24. 2019. november 25. | 3,21 millió |
| 140. | 9.  | Prés (Squeeze)                                       | Michael E. Satrazemis    | David Leslie Johnson-McGoldrick                                     | 2020. február 23. 2020. február 24.   | 3,52 millió |
| 141. | 10. | Zaklató (Stalker)                                    | Bronwen Hughes           | Jim Barnes                                                          | 2020. március 1. 2020. március 2.     | 3,16 millió |
| 142. | 11. | Csata csillag (Morning Star)                         | Michael E. Satrazemis    | Julia Ruchman és Vivian Tse                                         | 2020. március 8. 2020. március 9.     | 2,93 millió |
| 143. | 12. | Sétálj velünk! (Walk With Us)                        | Greg Nicotero            | Vivian Tse                                                          | 2020. március 15. 2020. március 16.   | 3,49 millió |
| 144. | 13. | Azzá válunk (What We Become)                         | Sharat Raju              | Vivian Tse                                                          | 2020. március 22. 2020. március 23.   | 3,66 millió |
| 145. | 14. | Nézd a virágokat (Look at the Flowers)               | Daisy von Scherler Mayer | Channing Powell                                                     | 2020. március 29. 2020. március 30.   | 3,26 millió |
| 146. | 15. | A torony (The Tower)                                 | Laura Belsey             | Kevin Deiboldt és Julia Ruchman                                     | 2020. április 5. 2020. április 6.     | 3,49 millió |
| 147. | 16. | Biztos pusztulás (A Certain Doom)                    | Greg Nicotero            | Történet: Jim Barnes, Eli Jorné és Corey Reed Tévéjáték: Corey Reed | 2020. október 4. 2020. október 5.     | 2,73 millió |
| 148. | 17. | Otthon, édes otthon (Home Sweet Home)                | David Boyd               | Kevin Deiboldt és Corey Reed                                        | 2021. február 28. 2021. szeptember 1. | 2,89 millió |
| 149. | 18. | Találj meg! (Find Me)                                | David Boyd               | Nicole Mirante-Matthews                                             | 2021. március 7. 2021. szeptember 1.  | 2,26 millió |
| 150. | 19. | Még egy (One More)                                   | Laura Belsey             | Erik Mountain és Jim Barnes                                         | 2021. március 14. 2021. szeptember 1. | 2,17 millió |
| 151. | 20. | Szálka (Splinter)                                    | Laura Belsey             | Julia Ruchman és Vivian Tse                                         | 2021. március 21. 2021. szeptember 1. | 2,11 millió |
| 152. | 21. | Külön utakon (Diverged)                              | David Boyd               | Heather Bellson                                                     | 2021. március 28. 2021. szeptember 1. | 1,94 millió |
| 153. | 22. | Itt van Negan (Here's Negan)                         | Laura Belsey             | David Leslie Johnson                                                | 2021. április 4. 2021. szeptember 1.  | 2,12 millió |

### 11. évad (2021-2022)
| Sor. | Év. | Cím                                   | Rendező             | Író                                                       | Premier                               | Nézettség   |
| ---- | --- | ------------------------------------- | ------------------- | --------------------------------------------------------- | ------------------------------------- | ----------- |
| 154. | 1.  | Acheron: 1. rész (Acheron: Part I)    | Kevin Dowling       | Angela Kang és Jim Barnes                                 | 2021. augusztus 22. 2022. június 14.  | 2,22 millió |
| 155. | 2.  | Acheron: 2. rész (Acheron: Part II)   | Kevin Dowling       | Angela Kang és Jim Barnes                                 | 2021. augusztus 29. 2022. június 14.  | 1,99 millió |
| 156. | 3.  | Vadászat (Hunted)                     | Frederick E.O. Toye | Vivian Tse                                                | 2021. szeptember 5. 2022. június 14.  | 1,87 millió |
| 157. | 4.  | Foglyok (Rendition)                   | Frederick E.O. Toye | Nicole Mirante-Matthews                                   | 2021. szeptember 12. 2022. június 14. | 1,88 millió |
| 158. | 5.  | Hamvaiból (Out of the Ashes)          | Greg Nicotero       | LaToya Morgan                                             | 2021. szeptember 19. 2022. június 14. | 1,91 millió |
| 159. | 6.  | Odabent (On the Inside)               | Greg Nicotero       | Kevin Deiboldt                                            | 2021. szeptember 26. 2022. június 14. | 1,78 millió |
| 160. | 7.  | Megszegett ígéretek (Promises Broken) | Sharat Raju         | Julia Ruchman                                             | 2021. október 3. 2022. június 14.     | 1,89 millió |
| 161. | 8.  | Vér (For Blood)                       | Sharat Raju         | Erik Mountain                                             | 2021. október 10. 2022. június 14.    | 1,91 millió |
| 162. | 9.  | Nincs más lehetőség (No Other Way)    | Jon Amiel           | Corey Reed                                                | 2022. február 20. 2022. június 14.    | 1,76 millió |
| 163. | 10. | Új kísértések (New Haunts)            | Jon Amiel           | Magali Lozano                                             | 2022. február 27. 2022. június 14.    | 1,60 millió |
| 164. | 11. | Idegen elem (Rogue Element)           | Michael Cudlitz     | David Leslie Johnson-McGoldrick                           | 2022. március 6. 2022. június 14.     | 1,67 millió |
| 165. | 12. | A szerencsések (The Lucky Ones)       | Tawnia McKiernan    | Vivian Tse                                                | 2022. március 13. 2022. június 14.    | 1,58 millió |
| 166. | 13. | Hadurak (Warlords)                    | Loren Yaconelli     | Jim Barnes és Erik Mountain                               | 2022. március 20. 2022. június 14.    | 1,79 millió |
| 167. | 14. | Fejétől bűzlik (The Rotten Core)      | Marcus Stokes       | Erik Mountain és Jim Barnes                               | 2022. március 27. 2022. június 14.    | 1,55 millió |
| 168. | 15. | Bizalom (Trust)                       | Lily Mariye         | Kevin Deiboldt                                            | 2022. április 3. 2022. június 14.     | 1,67 millió |
| 169. | 16. | Természeti csapás (Acts of God)       | Catriona McKenzie   | Nicole Mirante-Matthews                                   | 2022. április 10. 2022. június 14.    | 1,61 millió |
| 170. | 17. | Zár alatt (Lockdown)                  | Greg Nicotero       | Julia Ruchman                                             | 2022. október 2. 2022. október 3.     | 1,19 millió |
| 171. | 18. | Új egyezség (A New Deal)              | Jeffrey January     | Corey Reed                                                | 2022. október 9. 2022. október 10.    | 1,34 millió |
| 172. | 19. | Variáns (Variant)                     | Karen Gaviola       | Vivian Tse                                                | 2022. október 16. 2022. október 17.   | 1,36 millió |
| 173. | 20. | Ami elveszett (What's Been Lost)      | Aisha Tyler         | Erik Mountain                                             | 2022. október 23. 2022. október 24.   | 1,36 millió |
| 174. | 21. | A 22-es helyőrség (Outpost 22)        | Tawnia McKiernan    | Jim Barnes                                                | 2022. október 30. 2022. október 31.   | 1,50 millió |
| 175. | 22. | Hit (Faith)                           | Rose Troche         | Nicole Mirante-Matthews és Magali Lozano                  | 2022. november 6. 2022. november 7.   | 1,39 millió |
| 176. | 23. | Család (Family)                       | Sharat Raju         | Kevin Deiboldt, Erik Mountain és Magali Lozano            | 2022. november 13. 2022. november 14. | 1,47 millió |
| 177. | 24. | Nyugodjék békében (Rest in Peace)     | Greg Nicotero       | Történet: Angela Kang Tévéjáték: Corey Reed és Jim Barnes | 2022. november 20. 2022. november 21. | 2,27 millió |